# Municipio de Old River
El municipio de Old River (en inglés: Old River Township) es un municipio ubicado en el condado de Jefferson en el estado estadounidense de Arkansas. En el año 2010 tenía una población de 68 habitantes y una densidad poblacional de 0,71 personas por km².

## Geografía
El municipio de Old River se encuentra ubicado en las coordenadas 34°11′50″N 91°39′5″O / 34.19722, -91.65139. Según la Oficina del Censo de los Estados Unidos, el municipio tiene una superficie total de 95.69 km², de la cual 88,24 km² corresponden a tierra firme y (7,79 %) 7,45 km² es agua.

## Demografía
Según el censo de 2010, había 68 personas residiendo en el municipio de Old River. La densidad de población era de 0,71 hab./km². De los 68 habitantes, el municipio de Old River estaba compuesto por el 86,76 % blancos, el 5,88 % eran afroamericanos y el 7,35 % eran de una mezcla de razas. Del total de la población el 4,41 % eran hispanos o latinos de cualquier raza.